# Вилијам IV Аквитански
Вилијам IV Аквитански (937.– 3.фебруар 994.), био је аквитански војвода (963.– 990.) и гроф Поатјеа (под именом Вилијам II од Поатјеа у периоду 963.– 990.). Вилијам је био познат и под надимком "Поносна рука".
По доласку на престо Вилијам је објавио рат Жофроу Анжујском, али је поражен и изгубио је град Луден. Године 988. Вилијем је одбио да призна Ига Капета краљем Француске, већ је настојао да на француски песто доведе Луја од Доње Лотарангије, последњег легитимног Каролинга. То се претворило у повод за рат између Аквитаније и Француске. Вилијем је сузбио Ига у долини Лоаре и тако победио у рату.
Године 990. Вилијем је абдицирао у корист свог сина Вилијама V.

## Породица
Вилијам се 968. године оженио Емом од Блоа, кћерком Теобалда I од Блоа. Брак је био буран због Вилијамове склоности према другим женама. Поред жена Вилијам је волео и лов.
Вилијам се два пута растављао са Емом, док није одлучио да је коначно напустио 993. године, како би се повукао у опатију Сен Сипријен у граду Поатјеу, регион Нова Аквитанија.
Вилијам је са Емом од Блоа имао два сина:
- Вилијама V (будући војвода Аквитаније) (969.– 31. јануар 1030.)
- Ебалуса Аквитанског (после 969. – после 997.)

## Породично стабло
|  |                           |  |  |  |  |  |  |  |  |  |  |  |  |  |  |  |
|  | 2. Вилијам III Аквитански |  |  |  |  |  |  |  |  |  |  |  |  |  |  |  |
|  |                           |  |  |  |  |  |  |  |  |  |  |  |  |  |  |  |
|  |                           |  |  |  |  |  |  |  |  |  |  |  |  |  |  |  |
|  | 1. Вилијам IV Аквитански  |  |  |  |  |  |  |  |  |  |  |  |  |  |  |  |
|  |                           |  |  |  |  |  |  |  |  |  |  |  |  |  |  |  |
|  |                           |  |  |  |  |  |  |  |  |  |  |  |  |  |  |  |
|  | 3. Адела                  |  |  |  |  |  |  |  |  |  |  |  |  |  |  |  |
|  |                           |  |  |  |  |  |  |  |  |  |  |  |  |  |  |  |
|  |                           |  |  |  |  |  |  |  |  |  |  |  |  |  |  |  |